# Рэндс, Уильям Брайти
Уильям Брайти Рэндс (англ. William Brighty Rands; 24 декабря 1823, Челси, Мидлэссекс — 23 апреля 1882, Ист-Далвич, Лондон) — один из крупнейших британских детских писателей викторианской эпохи, поэт, историк, журналист и издатель.

## Биография
У. Б. Рэндс родился в бедной семье свечных дел мастера. Из-за отсутствия денег его родители не смогли дать ему полное образование. У. Б. Рэндс самостоятельно научился читать по-английски в раннем возрасте. Затем он освоил латынь и древнегреческий язык, а выйдя на работу в офис международной торговой фирмы — также испанский и французский языки. Страстью к языкам отмечена вся его последующая жизнь: в последние годы жизни он изучал китайский язык.
В 1857 году он поступил в новостное агентство "Гурней и Компания", где его работа заключалась в репортажах из Палаты Общин. Он был свободен от работы, когда парламент не заседал, и в это время написал множество детских книг и журнальных публикаций. В 1875 году он оставил работу репортера по состоянию здоровья.
Вероятно, беспокоясь за свою основную работу, У. Б. Рэндс скрывался под псевдонимами: Мэтью Браун, Генри Хольбич, Т. Токер и др., или публиковал книги без указания автора. Это делало его имя известным лишь профессионалам, тогда как его книги пользовались большой популярностью.
У. Б. Рэндс также скрывал от публики свой весьма длительный второй (и последний) брак до такой степени, что не отправлял в школу четверых детей от этого брака, в то время как, издавая детский журнал, он ратовал в нём за полноценное интенсивное обучение детей. Образование его детей заключалось в самостоятельном освоении огромной отцовской библиотеки в гостиной.
В течение некоторого времени он был постоянным священником в одной из часовен Брикстона, и в этот период также написал несколько неоднократно переиздававшихся церковных гимнов.
Среди его трудов также отмечают двухтомное исследование «Чосеровская Англия».

## Значение
При жизни У. Б. Рэндс неоднократно назывался среди наиболее выдающихся детских писателей в одном ряду с Льюисом Кэрроллом. В английской литературе он остается автором ряда хрестоматийных детских стихов, часто бытующих в англоязычном мире в виде детских песен.